# Гобеловина
Гобеловина је насељено место у Босни и Херцеговини у општини Коњиц у Херцеговачко-неретванском кантону које административно припада Федерацији Босне и Херцеговине. Према попису становништва из 1991. у насељу је живјело 147 становника.

## Географија
Насеље се налази на планини Битовњи, северно од Коњица.

## Становништво
По последњем службеном попису становништва из 1991. године, у насељу Гобеловина живео је 147 становник. Сви становници су били Муслимани. Муслимани се данас углавном изјашњавају као Бошњаци.